# Référendum slovène de 2018
Un référendum a lieu en Slovénie le 13 mai 2018 pour décider de la construction d'une voie ferrée de 27 kilomètres de long nécessitant le creusement d'un tunnel ferroviaire, pour un coût estimé à un milliard d'euros.
Ce référendum est le même que celui organisé moins d'un an auparavant le 24 septembre 2017 et approuvé à 53,46 % avec un peu plus de 20 % de participation. En mars 2018, la Cour constitutionnelle invalide cependant le résultat pour manquement du gouvernement à son devoir de neutralité en raison de son financement de la campagne du « oui » par des fonds publics à hauteur de 97 000 euros, entrainant l'organisation d'un second vote. Cette décision, qui intervient dans un contexte de forte contestation sociale et annule un projet phare du gouvernement, entraîne également le 14 mars la démission du président du gouvernement Miro Cerar à trois mois des élections législatives, qui ont alors lieu de manière anticipées le 3 juin 2018.
Le Non totalise 50,11% des suffrages exprimés, mais seulement 7,43 % des inscrits, bien loin du quorum de 20 %. Le résultat est par conséquent invalidé, et le projet de voie ferrée à nouveau confirmé.

## Contexte
Le gouvernement slovène présente le projet de loi en 2017 en comptant sur une aide de l'Union européenne pouvant aller jusqu'à 200 millions d'euros. Le projet est présenté à l'Assemblée nationale le 20 avril et approuvé par 49 voix contre 24. Le 26 avril, néanmoins, le Conseil national le rejette par 23 voix contre 2, obligeant la chambre basse à une relecture, qui aboutit à un second vote positif le 8 mai par 56 voix contre 19.
Entretemps, un comité de collecte de signature nommé Davkoplačevalci se ne damo (« Les contribuables ne doivent pas payer ») mené par Vili Kovačič entreprend les démarches pour déclencher l'organisation d'un référendum d'initiative populaire en accord avec les articles 90-1, 97 et 99 de la constitution slovène, permettant cette forme de démocratie directe lorsqu'un minimum de 2500 signatures est réunie, puis au moins 40 000 dans un délai d'un mois.
Le 15 mai, le comité dépose un total de 4 500 signatures permettant le début officielle de la collecte entre le 19 mai et le 22 juin, période au cours de laquelle 48 000 signatures sont récoltées. Le 5 juillet suivant, le parlement fixe alors la date d'organisation du référendum, qui est remise en cause le 21 devant la Cour constitutionnelle de la Slovénie par le comité qui souhaite que le scrutin ait lieu en même temps que l'élection présidentielle du 22 octobre afin d'assurer une plus grande participation. La Cour rejette cependant cette demande, et confirme l'organisation du référendum le 24 septembre.
L'opposition au gouvernement de Milo Cerar (centre gauche) fait de cette question un cheval de bataille en prévision des futures législatives de 2018.

## Objet
Il s'agit d'un référendum d'initiative populaire concernant un projet de loi voté par l'assemblée visant à la construction d'une seconde voie ferrée entre Koper et Divača afin de désenclaver le port de Koper, en pleine croissance ; et dont le coût est estimé à plusieurs centaines de millions d'euros.

### Question
La question posée en slovène est la suivante :
« Ali ste za to, da se uveljavi Zakon o izgradnji, upravljanju in gospodarjenju z drugim tirom železniške proge Divača-Koper (ZIUGDT), ki ga je sprejel Državni zbor na seji dne 8. maja 2017? »
Soit en français :

« Approuvez-vous la construction, mise en service et l'administration de la seconde voie ferrée de la ligne Divača-Koper, telles que votées par l'Assemblée nationale le 8 mai 2017 ? »

## Importance et coût
Cette seconde ligne ferroviaire a pour but le désengorgement de la ligne existante qui assure le trafic de l'unique port lourd du pays, Koper, évalué à 22 millions de tonnes en 2016. La nécessité du percement d'un tunnel dans ce pays montagneux entraine un coût du projet estimé à un milliard d'euros. Au 4 juillet 2017, le gouvernement de la Slovénie est assuré d'un financement de 44,3 millions d'euros par l'Union européenne. La Hongrie, pays enclavé dont une importante partie des importations transitent par Koper, serait également prête à participer au financement à hauteur de 200 millions d'euros.

## Quorum
Le référendum est légalement contraignant. Néanmoins, pour être valable, un résultat négatif doit cumuler deux conditions : le total de voix pour le « Non » doit obtenir la majorité absolue des suffrages exprimés et atteindre le quorum de 20 % des inscrits sur les listes électorales.

## Résultats
| Pour                | 126 751   | 49,89  | 7,40  |      |  |  |
| Contre              | 127 316   | 50,11  | 7,43  | 20 % |  |  |
|                     |           |        |       |      |  |  |
| Votes exprimés      | 254 067   | 99,15  | 14,83 |      |  |  |
| Blancs et invalides | 2 186     | 0,85   | 0,13  |      |  |  |
| Total des votants   | 256 253   | 100,00 | 14,96 |      |  |  |
|                     |           |        |       |      |  |  |
| Abstentions         | 1 456 433 |        | 85,04 |      |  |  |
| Inscrits            | 1 712 686 | 100,00 |       |      |  |  |

| Votes Pour (49,89 %) |  |  | Votes Contre (50,11 %) |
| ▲                    |  |  |                        |
| Majorité absolue     |  |  |                        |

| Autres inscrits (92,57 %) |  | Inscrits contre (7,43 %) |

| ▲              |
| Quorum de 20 % |